# Маловорожб'янська сотня
Маловорожб'янська сотня – адміністративно-територіальна та військова одиниця Сумського полку. Сотенний центр – слобода Сумська Ворожба (або Мала Ворожба) (тепер село Ворожба Лебединського району Сумської області). 

## Історія
Спроби московських служилих людей заснувати 1647 острог на Заводицькому городищі на річці Псел завершилися невдачею. 1652 тут мали намір оселитися козаки на чолі з Іваном Дзиковським, котрі того ж року заснували місто Острогозьк - неподалік від річки Дон. 
Ворожба утворена на підставі чолобитної отамана поселенців (козацької громади) О. Якимова, поданій данику Кримського хана - князю Алексею Романову 1654 з повідомленням про осадження Заводницького городища. 
Ліквідована 1765 коли Московія анексувала всю Слобідську Україну. 

### Сотники маловорожб'янські
- Файзиш Павло (?-1660-?);
- Даценко (Доценко) Григорій (?-1676, до 1696);
- Лобода Грицько (поч. XVIII ст.);
- Андруський Андрій Якович (?-1732-?);
- Степанов Павло (у 1743 р. – в абшиті);
- Алфьоров Федір Якович (1715-1775) – (1735-1763: за іншими даними 08.12.1737 – 1763), звільнений в абшит у 1763 р. полковим осавулом.

### Старшини та урядовці
- Якимов Омелян (1654-1658) – отаман поселенців, осадчий;
- Смолій Андрій (?-1660-?) – сотенний осавул.